# Guš Katif

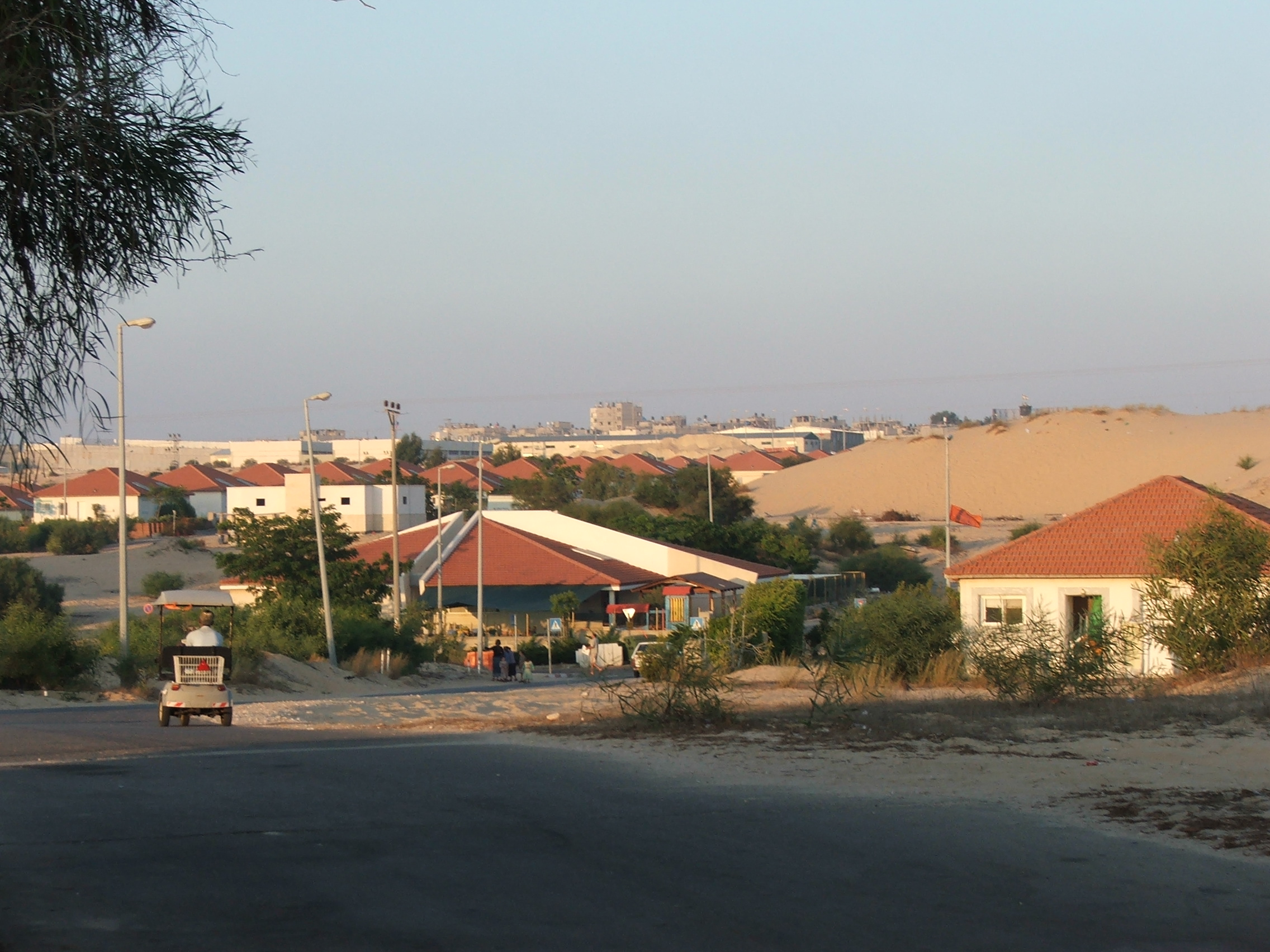
Domy při pouštní duně v Neve Dekalim

Guš Katif (hebrejsky: גוש קטיף, doslova „blok sklizně“) byl blok 17 izraelských osad v jižní části Pásma Gazy. V srpnu 2005 bylo v rámci Izraelského plánu jednostranného stažení nuceno své domovy opustit na 8 000 obyvatel tohoto bloku osad. Krátce poté byly jejich domy zdemolovány.

## Dějiny
Přestože vesnice Kfar Darom existovala již ve 30. a 40. letech 20. století, až do Války o nezávislost, pásmo osad Guš Katif vzniklo až v roce 1968, kdy Jigal Alon představil myšlenku vybudování dvou osad (Nahalu či civilní) uprostřed Pásma Gazy. Prolomení souvislého arabského osídlení ze severu na jih považoval za rozhodující posílení izraelské bezpečnosti v této oblasti, která byla do Šestidenní války v roce 1967 okupována Egyptem. Kfar Darom pak byl jako jedna z prvních izraelských zemědělských osad v této oblasti znovu-založen v roce 1970. Alonova představa nakonec spočívala v existenci pěti klíčových oblastí, které zaručovaly izraelskou přítomnost podél celého Pásma Gazy. Po podepsání Egyptsko-izraelské mírové smlouvy v roce 1979 a odstranění páté oblasti (bloku Jamit) jižně od Rafáhu, byly čtvrtá (Morag) a třetí (Kfar Darom) oblast spojeny do jednoho bloku, který později začal být znám jako Guš Katif. Druhá oblast - Necarim - byla až do 90. let značně s Guš Katifem propojena, ale po podepsání dohod z Osla, byl blok více orientován na oblast Aškelonu.
Během 80. let byly zakládány nové komunity, zejména díky přílivu bývalých osadníků ze Sinaje. Většina komunit byla zakládána jako zemědělská družstva (mošavy).

## Geografie

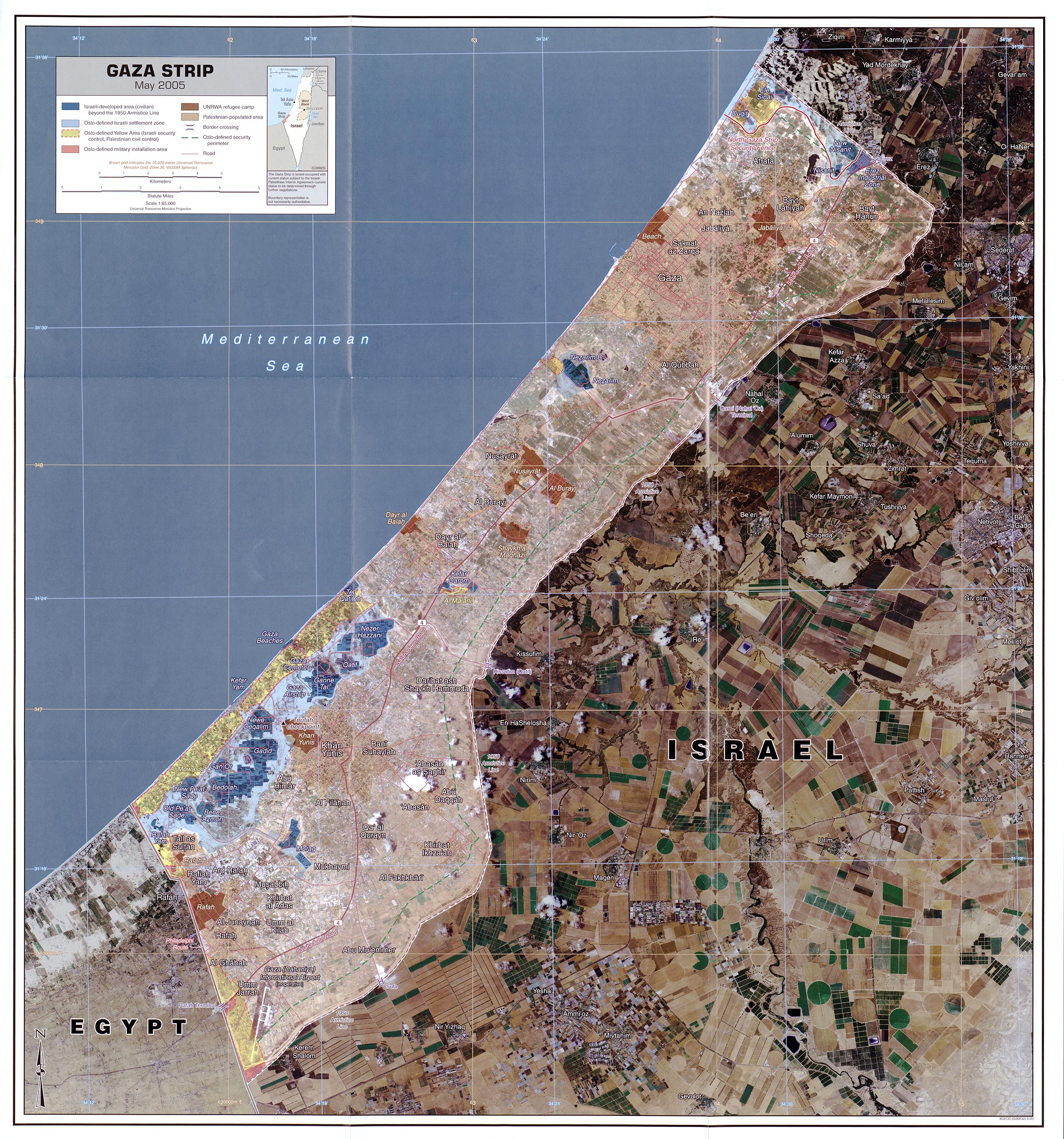
Mapa Pásma Gazy (vlevo dole, modrá část představuje Guš Katif)

Guš Katif se nacházel v jihozápadním cípu Pásma Gazy. Na jihozápadu sousedil s Rafáhem a egyptskou hranicí, na východě sousedil s Khan Yunis, na severovýchodě s Dejr el-Bala a na západě a severozápadě se Středozemním mořem. Zhruba kilometr široký pás podél středomořského pobřeží byl osídlen palestinskými beduíny, známými jako al-Mawasi. Většina z Guš Katifu ležela na písečných dunách, které oddělují pobřežní planinu od moře, podél celého jihovýchodního Středomoří.
Osadníkům z Guš Katifu sloužily pro dopravu dvě silnice: silnice č. 230, která směřovala z jihozápadu od egyptské hranice z Rafiah Jam podél moře, přes Kfar Jam do Tel Katify při severní hranici Guš Katifu, a silnici č. 240, která byla paralelní k předešlé silnici, od níž byla vzdálená zhruba kilometr do vnitrozemí, a po které probíhala většina dopravní komunikace, a která sloužila jako hlavní komunikace Guš Katifu.

## Demografie
V pásu osad Guš Katif žilo na 8 tisíc obyvatel, z nichž mnozí byli ortodoxní religiózní sionističtí Židé a část z nich byli sekulární Židé. V této oblasti žilo několik set muslimských rodin. Jednalo se zejména o příslušníky beduínských komunit al-Mawasi. Ti, kteří přestože byli technicky obyvatele Palestinské autonomie, mohli využívat svobody pohybu na těchto izraelských územích a s jeho obyvateli žili v míru.

## Ekonomika

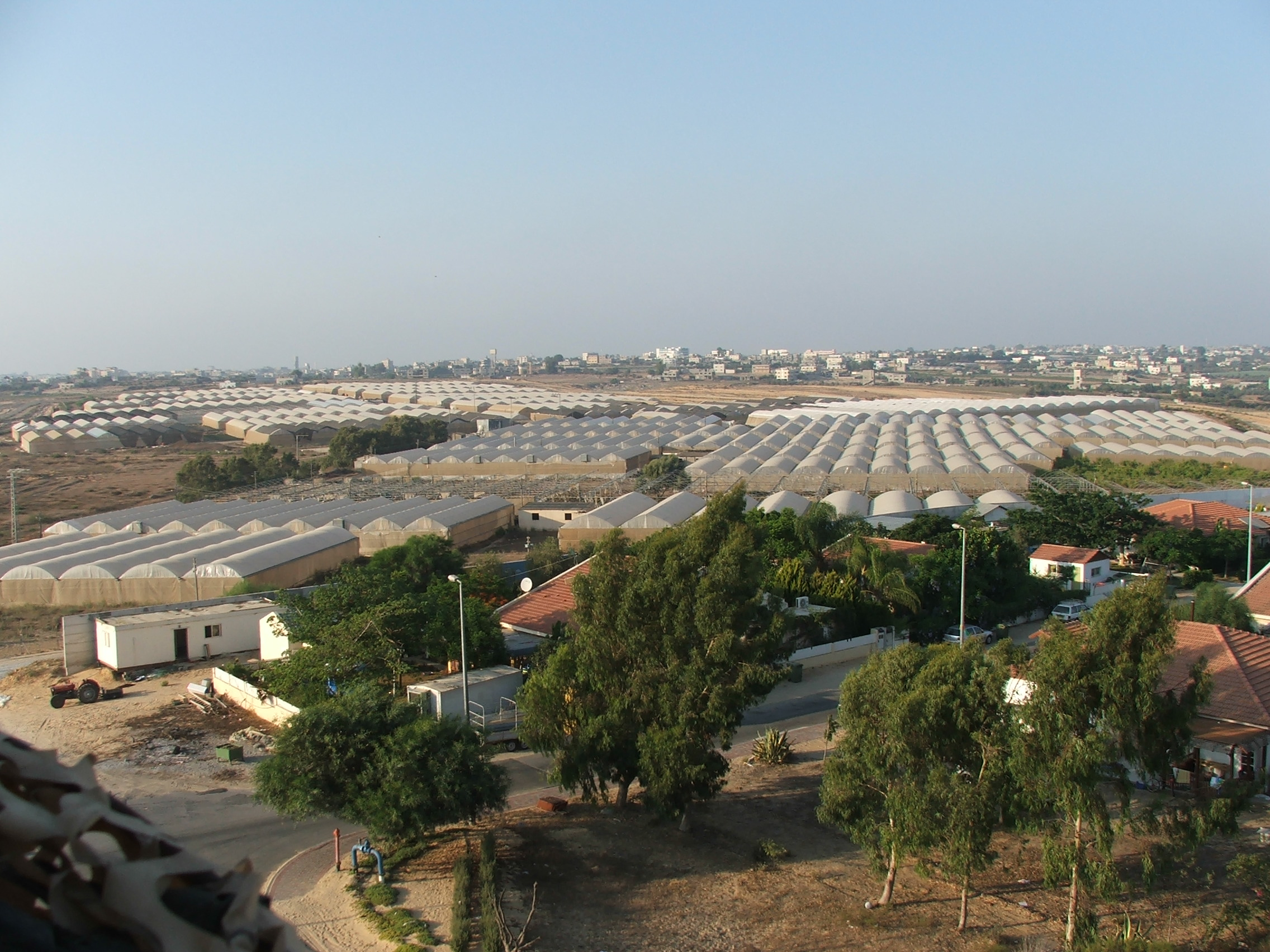
Skleníky, jako tyto v Moragu, byly základem ekonomiky Guš Katifu

Na ekonomice bloku Guš Katifu se ve velké míře podílelo zemědělství. Nacházely se zde jedinečné skleníkové komplexy s vyspělými technologiemi, ve kterých byla pěstována listová zelenina a byliny. Veškeré pěstitelství podléhalo nejstriktnějším zdravotním, estetickým a náboženským požadavkům a předpisům. Většina ekologických zemědělských produktů bylo exportováno do Evropy. Kromě toho se v Acmoně nacházela největší izraelská lesnická školka a v Katifu byla s 800 kravami druhá největší izraelská mlékárna.
Celková částka získaná exportem produktů ze skleníků v pásmu Guš Katif, které vlastnilo 200 firem byla 200 milionů $ ročně a tvořila tak 15 % zemědělského exportu Státu Izrael.
Celková aktiva pásma Guš Katif byla odhadována na 23 miliard $.
Na celkovém izraelském exportu se Guš Katif podílel:
- 95 % listové zeleniny
- 70 % ekologické zeleniny
- 60 % cherry rajčat
- 60 % pelargónií

Nadace pro ekonomickou spolupráci (The Economic Cooperation Foundation), kterou založila Evropská unie, souhlasila s odkoupením skleníků pro Palestinskou autonomii v hodnotě 14 milionů $, aby 4 tisíce palestinských Arabů mohli, po odchodu izraelských osadníků, pokračovat ve své práci. Bývalý prezident Světové banky, James Wolfensohn, na tento projekt sám přispěl 500 tisíci $.
Když izraelská armáda opustila Pásmo Gazy, tisíce palestinských Arabů tuto oblast začaly rabovat a 800 ze 4 000 skleníků byly zničeny.

## Palestinské útoky
Přestože byly osady v pásmu Guš Katif a příjezdové cesty střeženy divizí izraelské armády, osadníci byli neustále vystavení útokům.
Během První intifády (1987–1990), která vypukla poblíž Gazy, byli obyvatele Guš Katifu v první linii násilí a často byli oběťmi kamenování svých komunikací a dalších incidentů.
Znovu se obyvatelé Guš Katifu stali cílem tisíců násilných útoků palestinských teroristů od vypuknutí Intifády al-Aksá (2000). Na oblast Guš Katifu dopadlo více než 6 tisíc minometných bomb a raket Kassám. Způsobily především škody na majetku a psychologickou újmu, avšak několik z těchto útoků mělo za následek oběti na lidských životech. Jejich hlavním důsledkem však byl těžký šok a strach. Většina z pozemních útoků sestávala ze střelby. Při jednom z těchto útoků, tři palestinské děti ve věku 14, 12 a 8-10 let pronikly do izraelské osady a pokusily se ubodat židovské děti. Došlo také k pokusům proniknout na toto území přes Středozemní moře.
Velmi časté byly útoky na izraelská vozidla jedoucí po silnici Kissufim. Při jednom takovém útoku v květnu 2004, zavraždili palestinští teroristé Tali Hatuel, která byla v osmém měsíci těhotenství a její čtyři dcery ve věku od 2 do 11 let. Při jiném útoku došlo k bombovému útoku na školní autobus, který měl za následek dvě mrtvé a mnoho zraněných dětí.
Většina z pozemních teroristických útoků byla zmařena izraelskou armádou.

## Evakuace
13. srpna 2005 byl blok Guš Katif uzavřen pro lidi, které zde neměli trvalé bydliště, což byl jeden z prvních kroků evakuace. Většina osadníků neuposlechla Zákon o stažení, který pokládala za vysoce nemorální a nelegitimní a neopustila své domovy. 15. srpna 2005 začala nucená evakuace osad v bloku Guš Katif. 22. srpna 2005 byli vystěhováni poslední obyvatele bloku Guš Katif, žijící v Necarim. Následně byly ničeny všechny obytné objekty. 12. září 2005 se izraelská armáda stáhla ze všech osad za Zelenou linii z roku 1949. Všechny veřejné budovy (školy, knihovny, komunitní centra, kancelářské budovy), stejně jako průmyslové budovy, továrny a skleníky, které nemohly být odvezeny, byly ponechány nedotčeny.
Ve stejný den se tisíce rozradostněných palestinských Arabů (se svolením představitelů Palestinské autonomie a palestinské policie) pustili do prohledávání, vandalizování, demolování a ničení synagog. Jeden muž v Necarim prohlásil: „Izraelci ničili naše domy a naše mešity. Dnes my na oplátku ničíme ty jejich.“ Původní záměr izraelské vlády bylo zničit i synagogy a ješivy, ale den předtím vláda podlehla tlaku ortodoxních židovských organizací a toto rozhodnutí odvolala.

## Osady v Guš Katif
- Bedolach בדולח (doslova křišťál)
- Bnej Acmon בני עצמון
- Gadid גדיד (doslova Sbírání kokosů)
- Gan Or גן אור (doslova Zahrada světla)
- Ganej Tal גני טל (doslova Zahrady rosy)
- Kfar Darom כפר דרום (doslova Vesnice jihu)
- Kfar Jam כפר ים (doslova Vesnice moře)
- Kerem Acmona כרם עצמונה
- Morag מורג (doslova Kosení sklizně)
- Necer Chazani נצר חזני
- Neve Dekalim נוה דקלים (doslova Oáza palem)
- Peat Sade פאת שדה (doslova Okraj pole)
- Katif קטיף (doslova sklizeň, sběr květin)
- Rafiah Jam רפיח ים
- Slav שליו (doslova Křepelka)
- Širat ha-Jam שירת הים (doslova Píseň moře)
- Tel Katifa תל קטיפא

Osady Guš Katif byly koncentrovány do jednoho bloku, nacházely se v jihozápadní části Pásma Gazy a byly obklopeny plotem.
Kromě Guš Katif se v Pásmu Gazy nacházely ještě další tři osady při severní části této oblasti (byly to Elej Sinaj, Dugit a Nisanit) a jedna v centrální části Pásma Gazy (Necarim).